# 三吉村 (山梨県)
三吉村（みよしむら）は山梨県南都留郡にあった村。現在の都留市中心部の東方一帯にあたる。

## 地理
- 河川：菅野川

## 歴史
- 1875年（明治8年）1月9日 - 都留郡玉川村・法能村・戸沢村が合併して三吉村となる。
- 1878年（明治11年）7月22日 - 郡区町村編制法の施行により、三吉村が南都留郡の所属となる。
- 1889年（明治22年）7月1日 - 町村制の施行により、三吉村が単独で自治体を形成。
- 1942年（昭和17年）4月1日 - 谷村町に編入。同日三吉村廃止。
- 1954年（昭和29年）4月29日 - 谷村町が宝村・盛里村・禾生村・東桂村と合併して都留市が発足。